# 圣多美-迪科韦拉什
圣多美-迪科韦拉什是葡萄牙波尔图区的一个堂区。总面积6.2平方公里，总人口724人，人口密度116.8人/平方公里。